# Windpark Fryslân

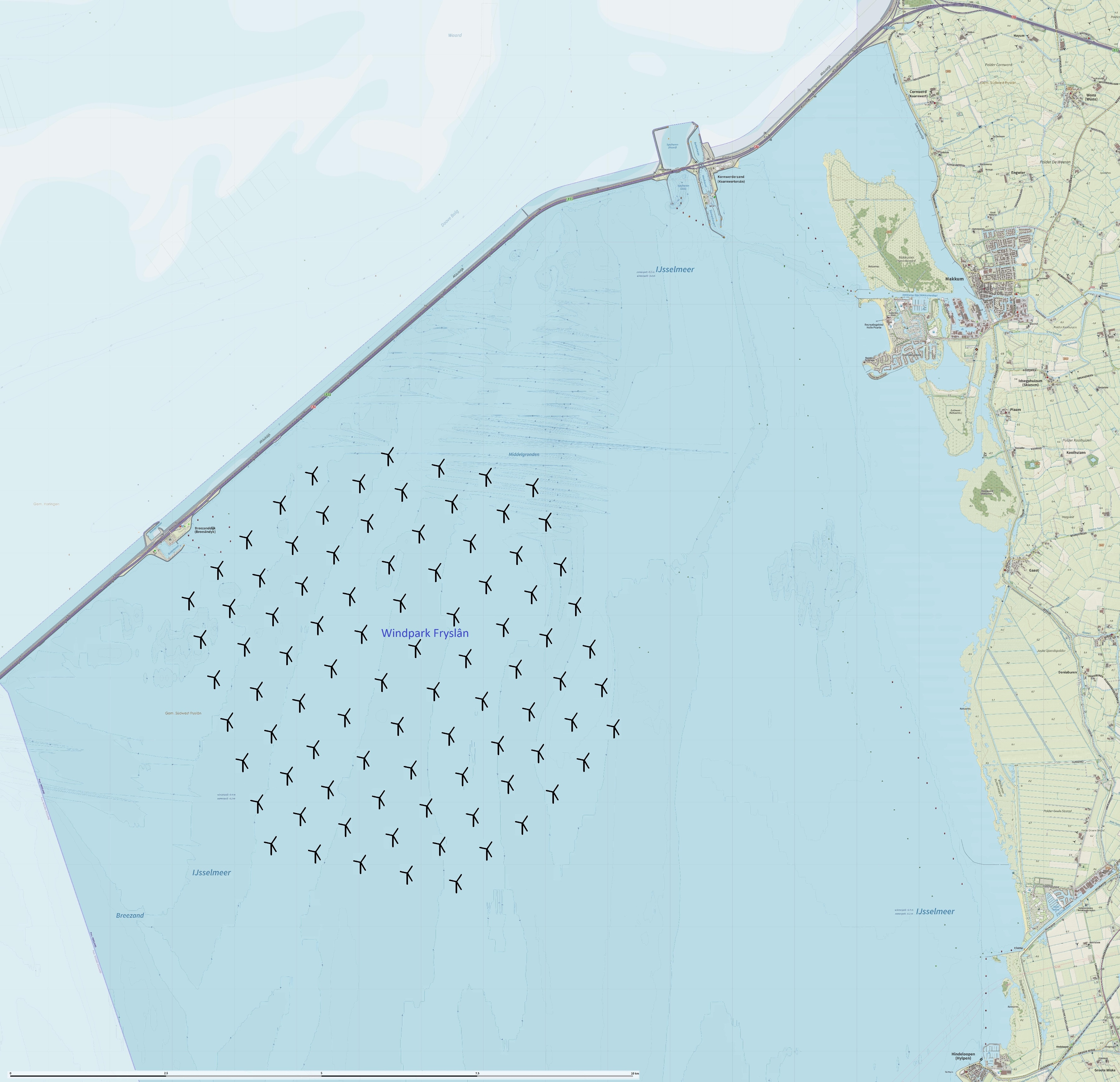
Kaart met Windpark Fryslân

Windpark Fryslân is een bestaand windmolenpark in het Friese deel van het IJsselmeer.

## Ligging
Het windpark ligt ten zuiden van de Afsluitdijk in het IJsselmeer aan de zuidoostzijde van Breezanddijk in de gemeente Súdwest-Fryslân op een afstand van ongeveer zeven kilometer van de Friese kust. Vanaf de Afsluitdijk is de kortste afstand tot de windturbines ongeveer 600 meter en maximaal zo’n 7,7 km. De windturbines staan op ruim 600 meter van elkaar.

## Techniek
Het park bestaat uit 89 windturbines met een vermogen van 4,3 megawatt (MW) elk. De windturbines hebben een ashoogte van 115 meter, een tiphoogte van 180 meter en de diameter van de rotorbladen is 130 meter. Het totale productievermogen komt daarmee op 382,7 MW, voldoende om 500.000 huishoudens van elektriciteit te voorzien. Het windpark draagt voor ruim 70% bij aan de Friese doelstelling van 530,5 MW windenergie in 2020. Eerdere plannen gingen uit van eenzelfde aantal turbines, maar met een lager vermogen van 316 MW. De bouw van het windpark startte in 2019 en was in 2021 voltooid. De stroom van het windpark komt aan land bij het transformatorstation op de Breezanddijk. Van daaruit werden kabels aangelegd naar Bolsward, waar het werd aangesloten op het Friese hoogspanningsnet van TenneT.
De bouwopdracht is gegund aan een combinatie van Van Oord en Siemens Gamesa Renewable Energy (SGRE). Van Oord zorgt voor het ontwerp, de fabricage en de installatie van de fundaties en de kabels van het windpark en levert ook het materieel voor de installatie van de turbines. SGRE is verantwoordelijk voor het ontwerp, de fabricage en in bedrijfstelling van de turbines en het tussenstation op land.
Voor de bouw werd ten zuiden van de Afsluitdijk bij Kornwerderzand een werkeiland van twee hectare groot aangelegd. Wanneer de bouwactiviteiten zijn afgerond wordt het een natuurgebied.

## Financiering
De totale bouwkosten worden geraamd op 850 miljoen euro en de financiering van het project was begin oktober 2019 rond. Tien banken hebben gezamenlijk zo'n € 700 miljoen aan leningen beschikbaar gesteld. De provincie Friesland neemt voor € 100 miljoen deel: een achtergestelde lening ter waarde van € 80 miljoen en aandelen voor € 20 miljoen, die goed zijn voor een belang van zo'n 15%. De rest van het kapitaal komt van private investeerders. De provincie mag twee van de vier leden in de Raad van commissarissen benoemen. De vier commissarissen kiezen gezamenlijk een voorzitter.
In september 2022 bleek al dat het windpark een enorme geldmachine was geworden. De winst bedroeg over heel 2022 104 miljoen euro op een omzet van 244 miljoen.
Vanaf 19 februari 2024 konden alleen inwoners van de provincie Friesland inschrijven op een lening van 10 miljoen euro in coupures van 500 euro. De opbrengst wordt gebruikt om een gedeelte van de bankenleningen af te lossen. Het rentepercentage bedraagt 7,5%. Na afloop van de inschrijvingstermijn bleek dat 2500 Friezen daadwerkelijk hadden ingetekend. 

## Bezwaren
In juli 2018 heeft de Raad van State bezwaren van meerdere organisaties, waaronder de IJsselmeervereniging en It Fryske Gea, ongegrond verklaard. De IJsselmeervereniging was met name bezorgd over de verstoring van de vogeltrek en dat vogels door de wieken geraakt kunnen worden. Het voortbestaan van beschermde soorten, zoals de visdief en zwarte stern in het IJsselmeergebied, wordt hierdoor bedreigd. Volgens de Raad van State zijn er echter geen grote nadelige gevolgen voor recreatievaart en worden de natuurlijke kenmerken van het gebied niet aangetast door het park.